# Спіру Харет
Спіру Харет (рум. Spiru Haret, вірм. Սպիրու Հարետ; 15 лютого 1851, Ясси — 17 грудня 1912, Бухарест) — румунський астроном, математик і політичний діяч.

## Біографія
Народився в місті Ясси у вірменській сім'ї аналітика. Закінчив Бухарестський університет в 1874, після чого стажувався в Сорбонні, де в 1878 здобув ступінь Ph.D. за роботу «До питання про інваріабельність великих напіввісей планетних орбіт» (фр. Sur l'invariabilité des grandes axes des orbites planétaires), виконану під керівництвом В. Пюізе.
Був першим румуном, який здобув ступінь Ph.D. в Сорбонні. Після повернення до Румунії в 1878 все життя присвятив розвитку освіти в країні — як професор і як політичний діяч. У 1879 обраний членом-кореспондентом Румунської академії, в 1892 — дійсний її член. Тричі був міністром освіти в уряді Румунії: у 1897—1899, 1901—1904 і 1907—1910, повністю реорганізував систему освіти у країні.

## Внесок у науку
Найбільше значення для науки має дисертація Харета «Sur l'invariabilité des grandes axes des orbites planétaires». Ця робота зробила великий внесок у розв'язання відомої Задачі N тіл в небесній механіці.
Згодом Харет опублікував статтю про вікове прискорення руху Місяця (1880) і статтю про Велике червоне полум'я Юпітера в 1912. Заснував астрономічну обсерваторію в Бухаресті.
У 1910 опублікував статтю «Соціальна механіка», в якій спробував застосувати математичний апарат для опису соціальних явищ.
На його честь названо кратер на Місяці. .